# Kartause Tržek
Die Kartause Tržek (auch Kartause Maria Dornbusch in Tržek; tschechisch Kartouza Tržek, Kartouza Keř P. Marie, auch Kartouza Hájek P. Marie, lateinisch Cartusia Rubus S. Mariae) war ein Kloster des Kartäuserordens. Es wurde 1378 auf dem bischöflichen Gut in Tržek im ostböhmischen Bistum Leitomischl errichtet. Erster Prior war Johann von Lenbach aus der Kartause Mainz. 1389 verließen die meisten Mönche die Kartause, die letzten Mönche folgten ihnen 1394. Die Kartause Tržek war nach Prag und Královo Pole bei Brünn die dritte Kartause in Böhmen und Mähren.
 Heute gehört Tržek, das fünf Kilometer nordwestlich von Leitomischl liegt, zum Pardubický kraj in Tschechien.

## Geschichte
Das Dorf Tržek wurde erstmals um die Mitte des 14. Jahrhunderts erwähnt und war im Besitz des 1344 als Suffragan des Erzbistums Prag gegründeten Bistums Leitomischl, dessen erster Bischof der Prämonstratenser Johannes I. war. Nachdem Bischof Albrecht von Sternberg, der schon 1364–1368 Bischof von Leitomischl war, 1371 ein zweites Mal dorthin berufen wurde, bemühte er sich ab 1376 um die Gründung einer Kartause in seinem Bistumsgebiet. Zu diesem Zweck stiftete er das bischöfliche Gut Tržek, auf dem sich ein kleines Jagdschlösschen befand. Das Generalkapitel der Kartäuser bestimmte Johann von Lenbach (Jan z Lenpachu) aus der Kartause St.-Michaels-Berg in Mainz zum Gründungsprior von Tržek. Er sowie zwölf Mönche bezogen bereits 1378 die provisorischen Räumlichkeiten. 
Mit der Gründungsurkunde vom 24. Dezember 1378 bestimmte Bischof Albrecht, dass die Kartause aus zwölf Mönchen sowie einem Prior bestehen soll. Zugleich verpflichtete er sich, den Bau der begonnenen Klosterkirche, die Mariä Himmelfahrt und Johannes dem Täufer geweiht werden sollte, zu vollenden sowie eine ummauerte Klosteranlage zu errichten, die aus fünfzehn gemauerten Mönchszellen, Sakristei, Kapelle, Refektorium, Kreuzgang, Küche, Kellergewölbe, Brunnen und weiteren Einrichtungen bestehen sollte. Zur wirtschaftlichen Absicherung der Kartause und der Mönche erwarb er am 22. August 1378 von Půta von Wildenberg (z Wildenberka a z Loštic) Dolein sowie Towersch und am 8. Mai 1379 von Beneš und Proček von Wildenberg auf Bouzov Morawitschan sowie Palonín. Alle vier Orte lagen alle in Mähren und gehörten zum Bistum Olmütz. 
Bald nach dem Tod des Bischofs Albrecht 1380 geriet die Kartause Tržek in wirtschaftliche Nöte. Nachteilig wirkte sich aus, dass die von ihm gestifteten Orte zu weit von Tržek entfernt waren. Deshalb wurde angestrebt, die Kartause näher an die Güter zu verlegen, wodurch deren Bewirtschaftung erleichtert und die Verpflegung der Mönche gesichert werden sollte. Bereits 1386 beauftragte das Generalkapitel den Prager Prior Albert, einen Teil der Mönche nach Mähren zu überführen. Da das in Aussicht genommene Dolein mit Umgebung jedoch zum Bistum Olmütz gehörte, musste auch die Zustimmung des Bischofs Peter Jelito eingeholt werden, der sie kurz vor seinem Tod 1387 erteilte.
Die meisten der Kartäusermönche verließen 1388 mit Zustimmung des Markgrafen Jobst das ostböhmische Tržek und begaben sich nach Dolein, das bereits in ihrem Besitz war. Dort gründeten sie die Kartause „Thal Josaphat“ (lateinisch Vallis Josaphat; tschechisch Údoli Josafat). Zum ersten Prior der Kartause Dolein wurde der Novize der Kartause Prag, Stephan von Schramm berufen, der aus Mähren stammte und auch als Stephan von Dolein bezeichnet wird. Da einige der Mönche zunächst noch in Tržek verblieben waren, war Stephan als Prior auch für diese zuständig. Der Tržeker Prior Johann von Lenbach wurde nach Prag versetzt, wo er am 12. März 1415 verstarb. Die letzten Mönche verließen die Kartause Tržek 1394. Während der Hussitenkriege wurde die Klosteranlage im Frühjahr 1421 weitgehend zerstört und nachfolgend dem Verfall preisgegeben. 
An die ehemalige Kartause erinnert in Tržek lediglich der Platz Na kartouzách.